# Enstone
Enstone är en ort och civil parish i Storbritannien.   Den ligger i grevskapet Oxfordshire och riksdelen England, i den södra delen av landet, 100 km väster om huvudstaden London. Enstone ligger 150 meter över havet och antalet invånare är 1 103.
Terrängen runt Enstone är platt. Runt Enstone är det ganska tätbefolkat, med 139 invånare per kvadratkilometer. Närmaste större samhälle är Banbury, 18,1 km norr om Enstone. Trakten runt Enstone består till största delen av jordbruksmark.